# The Den
The Den (tidligere The New Den) er et fodboldstadion i London i England, der er hjemmebane for Championship-klubben Millwall F.C. Stadionet har plads til 20.146 tilskuere, og alle pladser er siddepladser. Det blev indviet den 4. august 1993 med en venskabskamp mod Sporting Lissabon fra Portugal.
Millwall spillede tidligere på et nu nedrevet stadion, der også hed The Den. Klubben skiftede dog til The New Den i 1993. The New Den skiftede senere navn til The Den.